# Nesrećnice nije te sramota
Nesrećnice nije te sramota, peta singl ploča srpskog rock sastava Riblja čorba. Objavljena je 2. veljače 1987. u izdanju diskografske kuće PGP RTB. Na B strani nalazi se pjesma "Zašto kuče arlauče".

## Popis pjesama
| 1. | »Nesrećnice nije te sramota« | 2:42 |

| 1. | »Zašto kuče arlauče« | 3:00 |

## Izvođači
- Bora Đorđević - vokal
- Vidoja Božinović - gitara
- Nikola Čuturilo - gitara
- Miša Aleksić - bas-gitara
- Vicko Milatović - bubnjevi